# Opjaagstation Kortgene

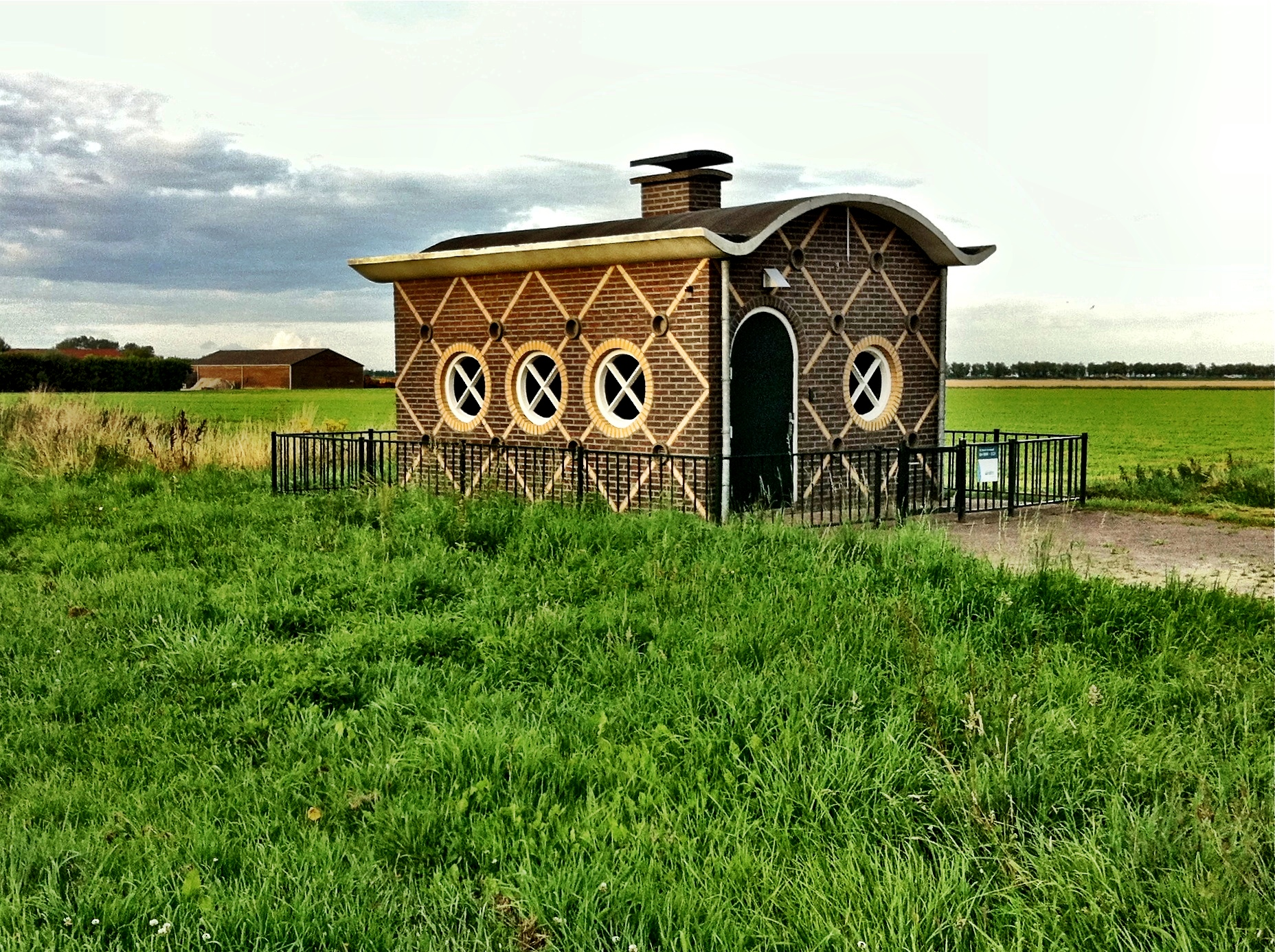
Opjaagstation Kortgene

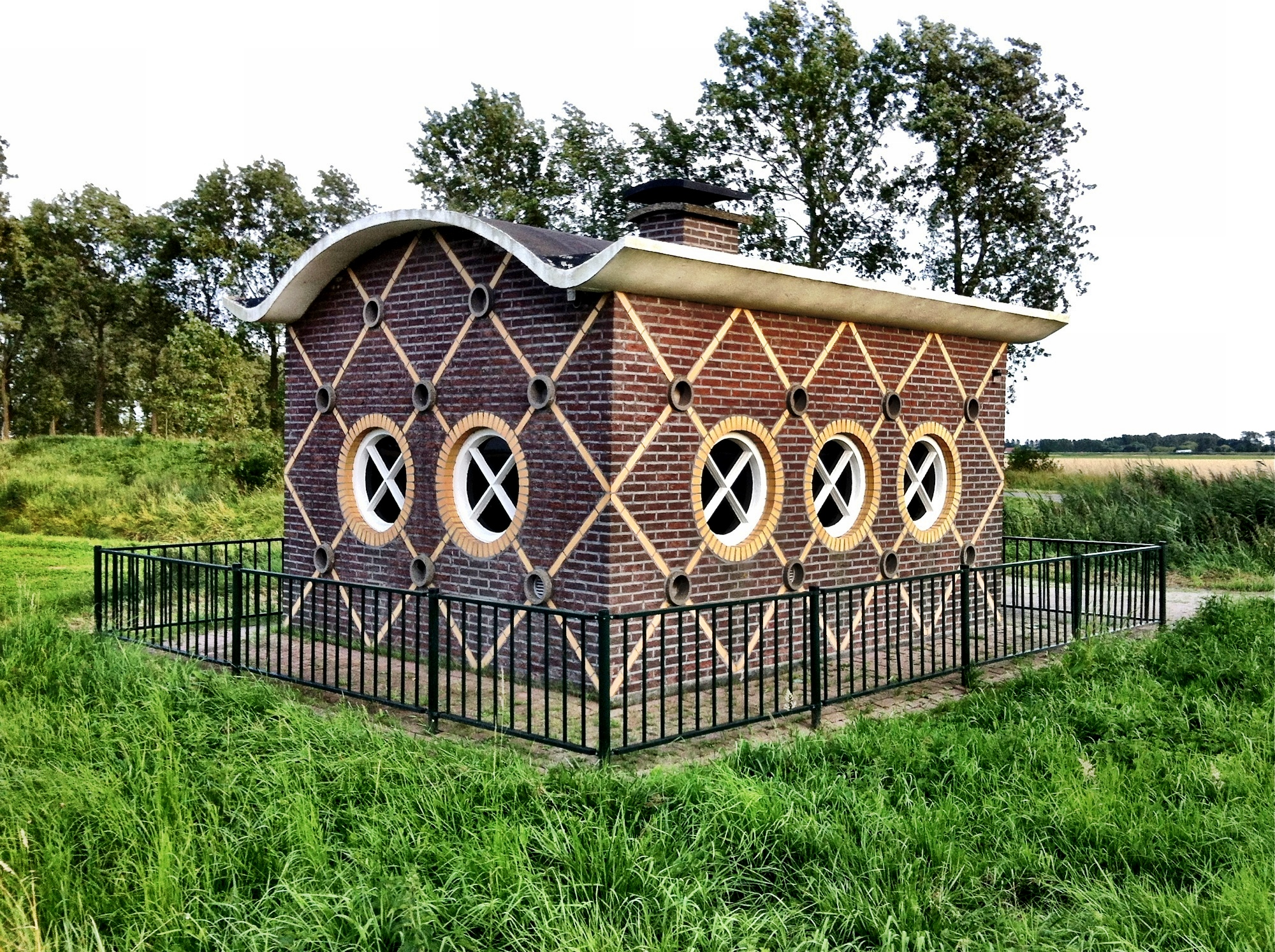
Opjaagstation Kortgene

Het Opjaagstation Kortgene is een hydrofoor station te Kortgene, Noord-Beveland in de Nederlandse provincie Zeeland. Het heeft dezelfde functie als een watertoren, het op druk houden van het water in de waterleiding.
Het gebouw heeft vensters die "oeil de boeuf" genoemd worden.

## Geschiedenis
Na de watersnood van 1953, werd een centraal watersysteem aangelegd in Noord-Beveland. Het gebouw werd ingehuldigd in 1955. Veertig jaar later werd het tijdelijk privé-eigendom. Het was moeilijk om er een nieuwe bestemming voor te vinden, vanwege de nabije ligging van een groenvoerdrogerij. Inmiddels is het opjaagstation in handen van een nutsbedrijf (Evides), want de vraag naar leidingwater in Zeeland is hoog in de zomer. De pompen in de kelder van het gebouwtje zijn weer in gebruik genomen in 1995.